# 鲁平益
鲁平益（1946年6月—），湖南益阳人，中华人民共和国政治人物。

## 生平
1946年6月，鲁平益出生在湖南省益阳市。1968年4月，鲁平益在邵东县棠下桥区供销社任会计，1970年9月转任湘黔铁路邵东县建设指挥部会计。1973年9月至1979年6月，鲁平益先后出任邵东县生产资料公司会计、秘书、副经理。1979年6月加入中国共产党。
1979年7月，鲁平益调到娄底地区供销社办公室（后来更名为财贸办公室、行署财贸组、财贸委员会）工作，1984年8月任副主任，1987年2月晋升主任和党组书记。1989年8月，鲁平益调任中共冷水江市委副书记、市长，1992年6月晋升中共冷水江市委书记。1994年4月，鲁平益调任张家界市人民政府副市长、中共张家界市委常委，1998年12月出任中共张家界市委副书记、代市长，次年3月正式出任市长。
2003年11月，鲁平益出任湖南省经济贸易委员会（湖南省经济委员会）副主任、党组副书记，2006年10月卸任。